# Jørn Faurschou
Jørn Leslie Faurschou (født 7. oktober 1946 i København) er en dansk filminstruktør og skuespiller.
Han var med til at indtale Max og Antonette, der udkom i 1988 fra Rådet for større færdselssikkerhed.

## Udvalgt filmografi
Som skuespiller
- Gangsterens lærling (1976) – Forbryder
- Nyt legetøj (1977) – Allan, automekaniker
- Du er ikke alene (1978) – Andersen, lærervikar
- Slægten (1978) – Bondekarl
- Krigernes børn (1979) – Vilhelm, fisker
- Johnny Larsen (1979) – MP-vagt
- Historien om en moder (1979) – Agitator
- Sådan er jeg osse (1980) – Taler ved demonstration
- Attentat (1980) – Martin Eggert Lindberg
- Langturschauffør (1981) – Brian
- Har du set Alice? (1981) – Gadeartist
- Hodja fra Pjort (1985) – Brændevinssælger
- Oviri (1986) – Sømand
- Tekno Love (1989) – Erik, EDB-ingeniør
- Farligt venskab (1995) – Teis' far
- Baby Doom (1998) – Portør

Som instruktør
- Life Is a bitch (1993) - Instruktion og manuskript
- Farligt venskab (1995)
- Hemmeligheder (1997)
- Albert (1998)